# كريستوفر جي. براون
كريستوفر جي. براون هو سياسي أمريكي، ولد في 8 ديسمبر 1971. نشط حزبياً في الحزب الجمهوري. وقد انتخب Burlington County Board of County Commissioners ‏ وانتخب عضو جمعية نيوجيرسي العامة ‏.